# 下頭斜筋
下頭斜筋（かとうしゃきん、英語: obliquus capitis inferior muscle）は背部の筋肉のうち、環椎と軸椎の間を繋いでいる筋肉である。頭部の後屈、側屈、回旋作用を持つ。
下頭斜筋の起始は、軸椎の棘突起から起こり、環椎の横突起に停止する。